# Escut antic de Suterranya

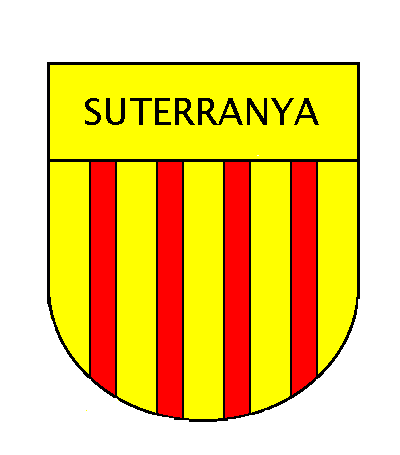
Escut antic de Suterranya

Antic escut municipal de Suterranya, al Pallars Jussà. Perdé la seva vigència el 1973, amb l'agregació de l'antic terme de Suterranya a Tremp.

## Descripció heràldica
D'or, quatre pals vermells; en cap, el nom del poble.